# Pans de Turquia
Els pans de Turquia més típics i comuns són francala, somun i tava ekmeği; i també existen els pans plans, especialment a les zones rurals o acompanyant les varietats de kebabs en els restaurants.

## Pans regulars

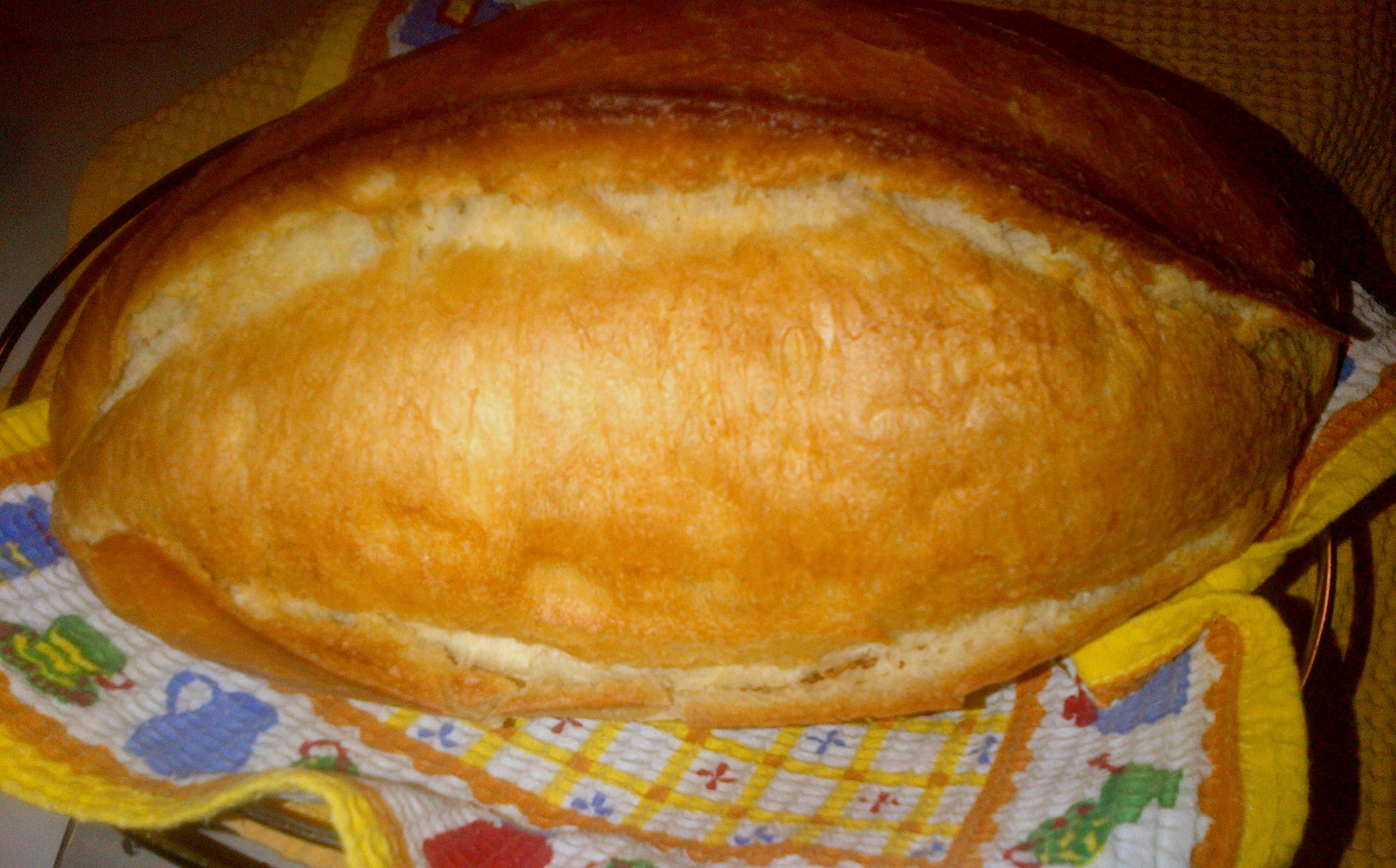
Pa turc "francala" o "baston".

### Francala
El francala és el pa més comú a les ciutats i pobles de Turquia. El seu nom ve de l'Italià. Possiblement significa 'pa francès' i apareix en el Seyahatname (1680), d'Evliya Çelebi. A vegades, quan té una forma més allargada, semblant al pa baguette, se l'anomena baston francala o simplement baston ('bastó').

### Somun

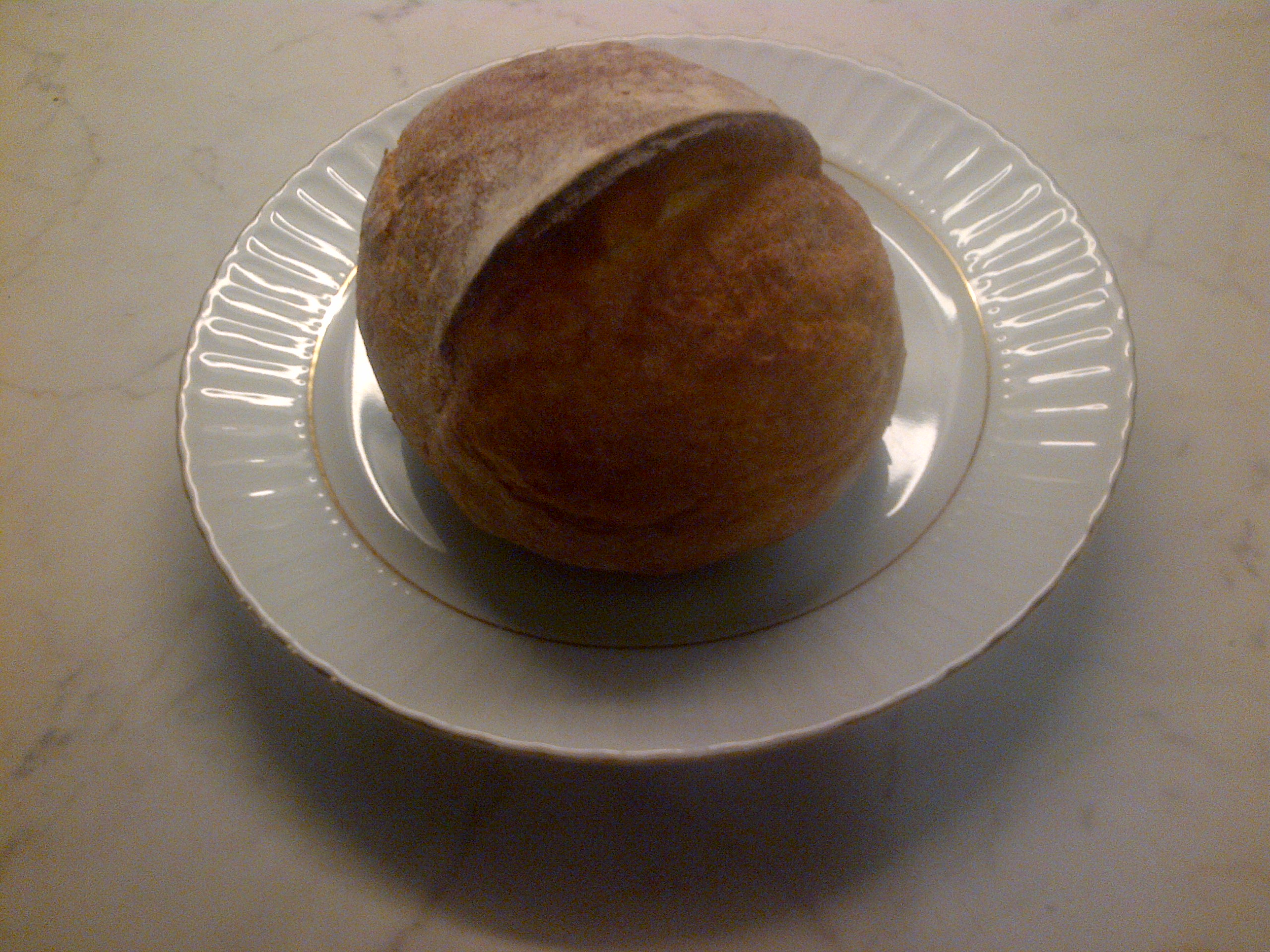
Un somun una mica més petit que el comú.

El somun és un pa rodó, semblant a un hemisferi. La paraula té origen grec tot i que existeix en turc des d'abans del segle xv.

### Tava ekmeği

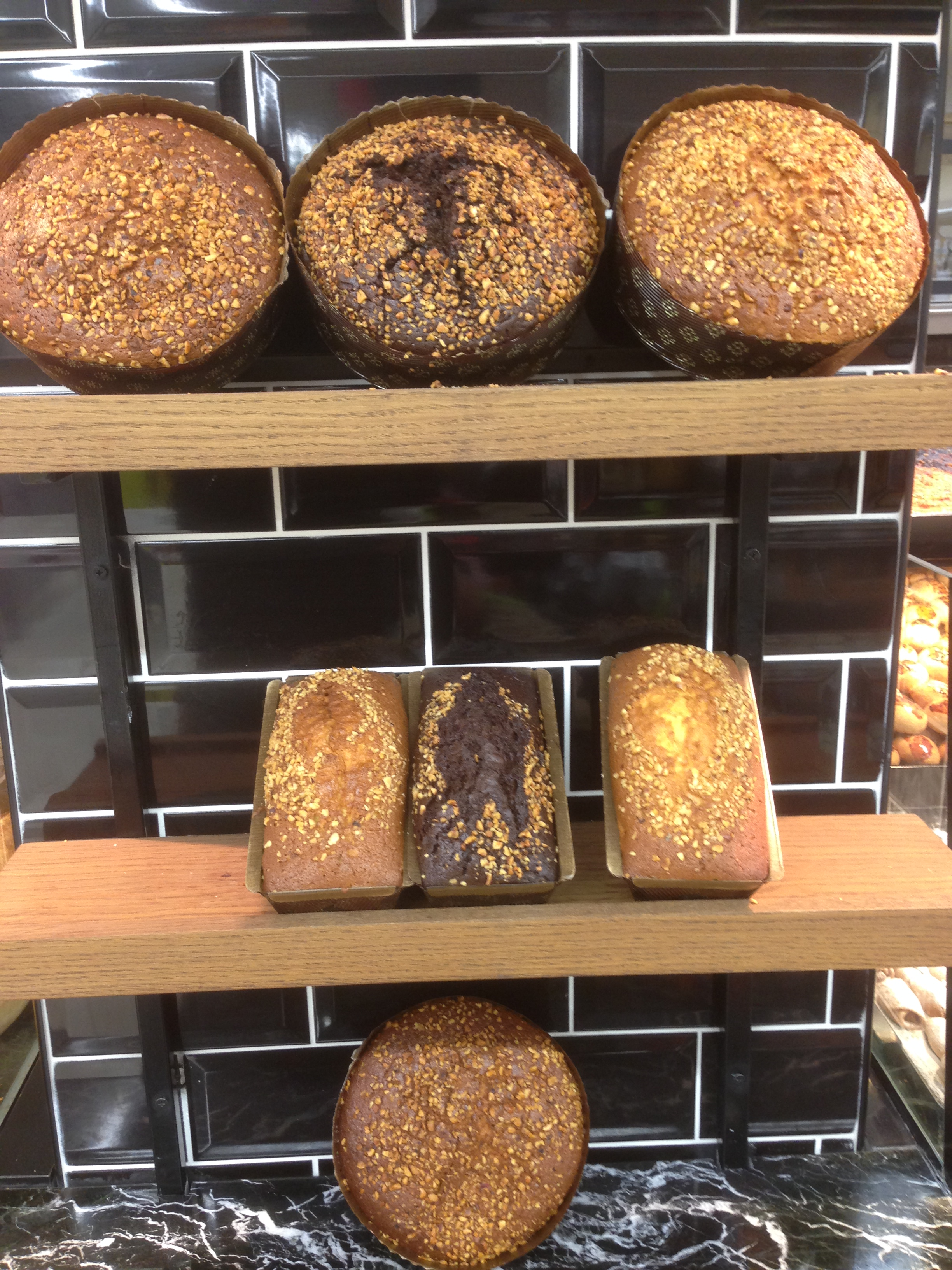
Tava ekmeği (al centre)

El seu nom significa 'pa de safata', ja que cada tava ekmeği s'enforna individualment en un motlle rectangular, o safata de pa. Al fons de la safata sempre s'hi col·loca una mica d'oli perquè el pa no s'hi enganxi.

## Pans plans
- Bazlama

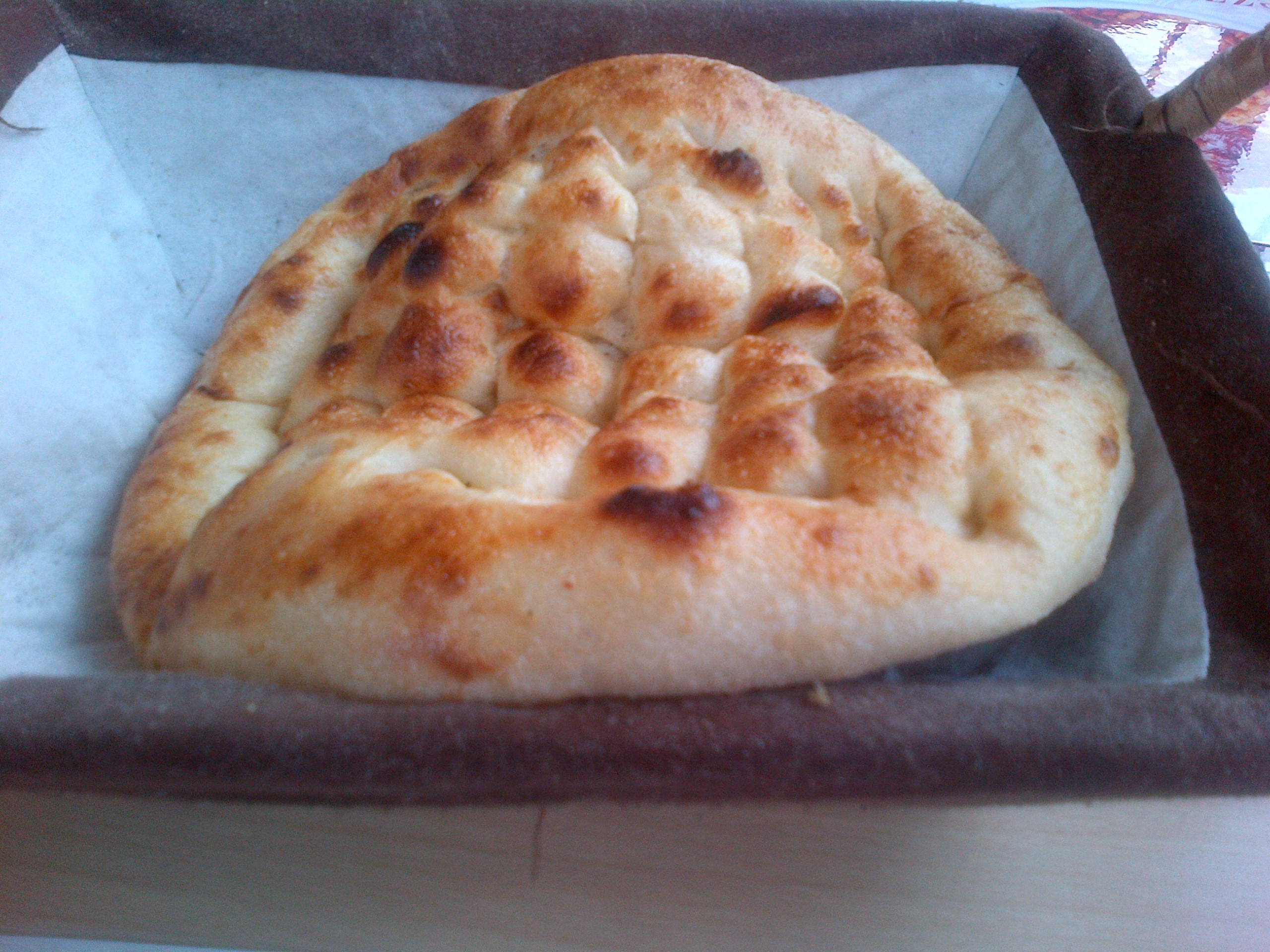
Pide, el més comù dels pans plans turcs.

- Lavaş - Versió turca de lavash. Fet a la planxa, no en un "tandoor", és més gruixut que la yufka i més prim que el pide.
- Pide
- Tandır ekmeği
- Yufka o "sac ekmeği"

## Pa de blat de moro

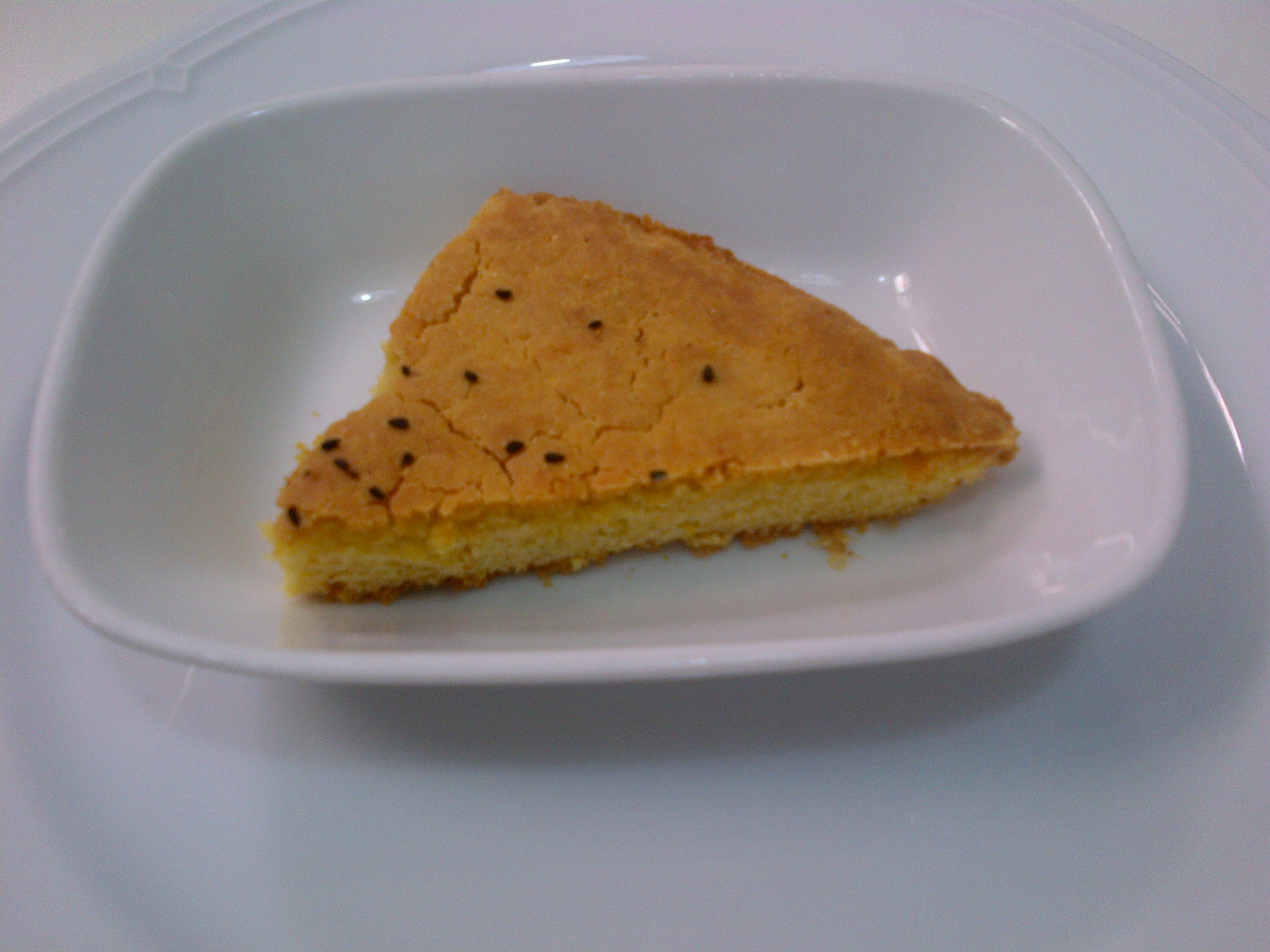
"Mısır ekmeği".

El mısır ekmeği, o 'pa de blat de moro', es fa amb farina de blat de moro i és tipic de la Regió de la Mar Negra; es menja especialment amb els plats de peix, com el hamsi tava.